# Instituto de Estudios Superiores de Administración
El Instituto de Estudios Superiores de Administración (IESA) es una escuela venezolana de gerencia.  

## Historia
El IESA fue fundado en 1965 por iniciativa de Ricardo Zuloaga Pérez-Matos y su primer presidente fue el doctor Santiago Vera Izquierdo, exrector de la Universidad Central de Venezuela. Por recomendación del Consejo Nacional de Universidades (CNU), el IESA fue reconocido por la Presidencia de la República de Venezuela, mediante el Decreto 1471 del 16 de marzo de 1976, como Instituto Universitario de Estudios Superiores en Administración.
En el año 2005 el IESA obtiene dos acreditaciones internacionales y al año siguiente consigue la "declaración de eligibilidad" de EQUIS -siglas en inglés del Sistema Europeo para el Mejoramiento de la Calidad-. Ese mismo año participa como miembro asociado en Unicon, organización con más de 70 escuelas de negocio líderes a nivel mundial.
En 2007 el IESA recibe la aprobación de la solicitud de afiliación a la Ciudad del Saber, Panamá, en donde abre su nueva sede. A principios de 2008 el instituto obtiene su tercera acreditación internacional, EQUIS, otorgada por la Fundación Europea para el Desarrollo de la Gerencia (EFMD); por sus siglas en inglés). A mediados de 2017, obtiene su cuarta acreditación internacional, NASPAA, otorgada por la Red de Escuelas de Políticas Públicas, Asuntos y Administración radicada en los Estados Unidos.
Entre los profesores destacados del IESA se incluyen a Asdrúbal Baptista, Moisés Naím, Ricardo Hausmann y Carlos Machado Allison.

## Alianzas
El IESA tiene acuerdos académicos y de intercambio con escuelas de negocios  destacadas en todo el mundo. Entre ellas se encuentran el IE Business School, ESADE, Manchester Business School, Universidad de York, Universidad Comercial Luigi Bocconi y RSM Erasmus University, la Florida International University.
El IESA posee un programa de Doble titulación para el Global MBA con la Universidad de Tulane ubicada  en la ciudad de Nueva Orleans, Luisiana; el Instituto Tecnológico Autónomo de México en Ciudad de México, México; y la Universidad de Los Andes con sede en Bogotá, Colombia.
Además, el IESA, en conjunto con el Banco Interamericano de Desarrollo, ofrece un programa de formación para emprendedores con ideas de negocio con base tecnológica y que tengan un impacto social.

## Acreditaciones
El IESA es la única institución en Venezuela acreditada internacionalmente por AACSB (Estados Unidos), AMBA (Reino Unido), EQUIS (Europa). La llamada triple corona de acreditaciones internacionales solo la poseen 7 escuelas de Latinoamérica y menos del 1% de las escuelas de negocios del mundo. Recientemente, en el año 2017, el IESA obtuvo su cuarta acreditación internacional NASPAA (Estados Unidos), relativa a la Maestría en Gerencia Pública que imparte dicha institución.
- América Economía 2009 - Máster en Finanzas Ranking n.º 3 de Latinoamérica.[6]
- América Economía 2009 - Máster en Administración MBA Ranking n.º 7 de Latinoamérica.
- América Economía 2013 - Ranking Educación Ejecutiva n.º 6 de Latinoamérica.
- América Economía 2014-2017 - Máster en Administración MBA Ranking n.º 10 de Latinoamérica.